# Elwood Neal Veitch
Pour les articles homonymes, voir Veitch.
Elwood Neal Veitch (21 juillet 1929-18 septembre 1993,) est un homme politique canadien de la Colombie-Britannique. Il est député provincial créditiste de la circonscription britanno-colombienne de Burnaby-Willingdon de 1975 à 1979 et de 1983 à 1991.
Il est ministre dans le cabinet des premiers ministres Bill Bennett, Bill Vander Zalm et Rita Johnston aux postes de ministre de la Consommation et des Corporations de février à novembre 1986, de Secrétaire provincial de novembre 1986 à juillet 1988, ministre des Services gouvernementaux de novembre 1986 à juillet 1988, Procureur général par intérim de juin à août 1988, ministre d'État du Mainland et Southwest d'octobre 1984 à novembre 1989, ministre du Développement régional et économique de juillet 1988 à novembre 1989, ministre du Commerce international et de l'Immigration de novembre 1989 à avril 1991, ministre des Finances et des Corporations de mars à avril 1991, ministre responsable du Multiculturalisme et de l'Immigration et à nouveau Secrétaire provincial d'avril à novembre 1991,,.

## Biographie
Né à Monck Township (en) en Ontario, Veitch étudie à Bracebridge et Ajax en Ontario, ainsi qu'à l'université de la Colombie-Britannique.
Veith meurt en septembre 1993 à l'âge de 64 ans.